# Exposition Park (Los Angeles)
Pour les articles homonymes, voir Exposition Park.
Exposition Park (prononcé [ɛkspəˈzɪʃən pɑɹk] en anglais américain) est un quartier de Los Angeles, en Californie.

## Géographie
Le quartier se situe dans le South Los Angeles. Il abrite un parc municipal du même nom, et également le musée d'histoire naturelle du comté de Los Angeles ainsi que le Los Angeles Memorial Coliseum maison des Trojans de l'USC, et le BMO Stadium ouvert en 2018 où joue depuis cette date le Los Angeles FC,.

## Démographie
La population du quartier atteignait 33 458 habitants au recensement de 2008.
Le Los Angeles Times considère le quartier comme modérément diverse du point de vue ethnique, 56,1 % de la population étant hispanique, 38,1 % afro-américaine, 2,2 % blanche non hispaniques, 1,6 % asiatique, et 2,0 % appartenant à une autre catégorie ethno-raciale.